# Marek Maślany
Marek Maślany (ur. 11 lipca 1966 w Rejowcu Fabrycznym) – polski sztangista, olimpijczyk z Atlanty 1996.
W trakcie kariery sportowej reprezentował Śląsk Tarnowskie Góry. Występował w kategorii lekkociężkiej do 91 kg.
Medalista mistrzostw Polski
- złoty w roku 1996[1],
- srebrny w latach 1988[2] (w kategorii 82,5 kg), 1990[3],
- brązowy w roku 1994[4]

Na igrzyskach w Atlancie wystartował w kategorii lekkociężkiej zajmując 11. miejsce.